# (7300) Yoshisada
(7300) Yoshisada est un astéroïde de la ceinture principale.

## Description
(7300) Yoshisada est un astéroïde de la ceinture principale. Il fut découvert par Takeshi Urata le 26 décembre 1992 à Oohira. Il présente une orbite caractérisée par un demi-grand axe de 2,73 UA, une excentricité de 0,135 et une inclinaison de 11,79° par rapport à l'écliptique.
Il fut nommé en hommage à l'astronome japonais Yoshisada Shimizu.

## Compléments